# Zhai Zhigang
Dans ce nom chinois, le nom de famille, Zhai, précède le nom personnel.
Zhai Zhigang, né le 10 octobre 1966, est un pilote de chasse chinois sélectionné comme astronaute en 1998.

## Biographie
Diplômé de l'Institut d'aviation de l'armée de l'air en 1989, il a ensuite gravi les échelons pour passer du statut de chef d'escadron de vol à celui de pilote instructeur et colonelEn 1998, la Chine le sélectionne pour le premier groupe de taïkonautes. Il est doublure de Yang Liweï pour la première mission habitée chinoise, Shenzhou 5.

## Missions spatiales
Le 25 septembre 2008, Zhai Zhigang décolle avec la mission Shenzhou 7, dont il est le commandant. Il devient le premier Chinois à effectuer une sortie extra-véhiculaire le 27 septembre 2008.
Il est le commandant du vaisseau Shenzhou 13 qui décolle le 15 octobre 2021 et s'amarre à la station spatiale chinoise.
Il effectue deux autres sorties extravéhiculaires lors de cette mission.